# Дудичи (Чечерский район)
Дудичи (бел. Дудзічы) — упразднённая деревня в Ровковичском сельсовете Чечерского района Гомельской области Беларуси. В результате катастрофы на Чернобыльской АЭС и радиационного загрязнения жители переселены в чистые места.

## География

### Расположение
В 18 км на юго-запад от Чечерска, 24 км от железнодорожной станции Буда-Кошелёвская (на линии Гомель — Жлобин), 49 км от Гомеля.

### Водная система
На севере, востоке и юге — мелиоративные каналы, соединённые с рекой Липа (приток реки Сож).

## Транспортная система
Транспортные связи по просёлочной дороге, затем по шоссе Довск — Гомель. Планировка состоит из криволинейной улицы, к которой присоединяется короткая улица. Застройка двусторонняя, деревянная, усадебного типа.

## История
Согласно письменным источникам известна с XVI века как селение в Речицком повете Минского воеводства Великого княжества Литовского. Обозначена в инвентаре Гомельского староства 1640 года. Согласно инвентаря 1704 года 3 дыма, в 1726 году 8 дымов, мельница и рудник, сукновальня и круподробилка, в Сябровичском войтовстве Чечерского староства. В 1752 году упоминается в актах Главного литовского трибунала. Согласно описи 1765 года 35 дымов, трактир, 2 мельницы, сукновальня.
После 1-го раздела Речи Посполитой (1772 год) в составе Российской империи. В 1867 году открыто народное училище (в 1889 году — 38 учеников). С 1870 года действовала Николаевская церковь. В 1874 году открыты сукновальня и мельница. В 1880 году действовали водяная мельница, почтовая станция, хлебозапасный магазин. Центр Дудичской волости, в которую в 1885 году входили 26 населённых пунктов с 991 двором. Согласно переписи 1897 года: село (находились — церковь, народное училище, хлебозапасный магазин, 2 ветряные мельницы) и фольварк. В 1909 году 798 десятин земли, винная лавка, мельница. При школе с 1911 года действовала библиотека. В 1912 году открыто кредитное товарищество.
В 1921 году в Дудичскую волость входили 18 сельсоветов, проживало 12 192 жителя. В 1926 году в деревне работали почтовое отделение, библиотека, школа, лечебный и ветеринарный пункты. С 8 декабря 1926 года до 16 июля 1954 года центр Дудичского сельсовета Чачэрскага района Гомельского (до 26 июля 1930 года) округа, с 20 февраля 1938 года Гомельской области.
В 1929 году организован колхоз «Рассвет», работали кирпичный завод, 2 ветряные мельницы, 2 кузницы, шерсточесальня. Во время Великой Отечественной войны на фронтах и в партизанской борьбе погиб 81 житель. В память о погибших в 1967 году в центре деревни установлен обелиск. Согласно переписи 1959 года входила в состав колхоза имени А. А. Жданова (центр — деревня Холочье).
Упразднена 29 сентября 2011 года.

## Население

### Динамика
- 1885 год — 63 двора, 309 жителей.
- 1897 год — в селе 84 двора, 561 житель; в фольварке 3 двора, 13 жителей (согласно переписи).
- 1909 год — 91 двор, 636 жителей.
- 1926 год — 121 дворов.
- 1959 год — 491 житель (согласно переписи).

## Известные уроженцы
- Дробышевская, Инесса Михайловна (род. 23.8.1947) — министр здравоохранения Республики Беларусь (1994—1997). Депутат Верховного Совета Беларуси (1990—1995). Член Совета Республики Национального собрания Республики Беларусь (с 1997 года). Отличник здравоохранения СССР[2].